# Tetragoneura mapuchensis
Tetragoneura mapuchensis är en tvåvingeart som beskrevs av Duret 1991. Tetragoneura mapuchensis ingår i släktet Tetragoneura och familjen svampmyggor. Inga underarter finns listade i Catalogue of Life.